# Temporada de ciclones no Índico Sudoeste de 2018-2019
A temporada de ciclones no Oceano Índico Sudoeste de 2018-19 foi a mais cara e ativa já registada desde o início dos registos confiáveis em 1967. Além disso, é também a temporada de ciclones mais mortal registada no sudoeste do Oceano Índico, ultrapassando a temporada de 1891-92, na qual o ciclone de 1892 nas Ilhas Maurício devastou a ilha de Maurícia. A temporada foi um evento do ciclo anual de formação de ciclones tropicais e subtropicais na bacia do Sudoeste do Oceano Índico. Iniciou oficialmente em 15 de novembro de 2018 e terminou em 30 de abril de 2019, com exceção de Maurício e Seychelles, que terminou em 15 de maio de 2019. Essas datas delimitam convencionalmente o período de cada ano em que a maioria dos ciclones tropicais e subtropicais se forma na bacia, que fica a oeste de 90 ° E e ao sul do Equador. Os ciclones tropicais e subtropicais desta bacia são monitorados pelo Centro Meteorológico Regional Especializado da Reunião.
Dois ciclones tropicais existiram fora dos limites convencionais da temporada, com Tempestade Tropical Moderada 01 em setembro e os remanescentes do Ciclone Tropical Lorna em maio. De todos esses ciclones durante a temporada, todos menos Haleh e Savannah produziram impactos na terra, com Idai causando pelo menos 1 303 mortes e deixando pelo menos 2 262 pessoas desaparecidas, e causando US$ 2,2 mil milhões em danos em Moçambique, Zimbábue, Malauí e Madagascar.  A temporada estabeleceu um novo recorde de nove ciclones tropicais intensos, o maior número desde o início da cobertura confiável por satélite em 1967, superando a temporada de 2006-07.

## Resumo sazonal
O primeiro ciclone tropical foi uma tempestade tropical moderada sem nome que se formou a nordeste de Madagascar em 13 de setembro de 2018, dois meses antes do início oficial da temporada. Dois ciclones se formaram no mês de novembro, com o ciclone tropical intenso Alcide formando-se em 5 de novembro e a tempestade tropical severa Bouchra entrando na bacia vinda da região australiana em 9 de novembro. Dois ciclones tropicais se formaram no mês de dezembro, Cilida e Kenanga. O ciclone tropical intenso Kenanga atravessou a bacia vindo da região australiana, mantendo seu nome atribuído pelo TCWC Jakarta. Duas tempestades tropicais moderadas se formaram em janeiro, Desmond e Eketsang. Cinco ciclones tropicais mais intensos se formaram durante os meses de fevereiro e março: Funani, Gelena, Haleh, Idai e Joaninha. Além disso, Savannah entrou na bacia vindo da bacia australiana como um intenso ciclone tropical em março. Em 21 de abril de 2019, as duas últimas tempestades da temporada se formaram ao mesmo tempo, Kenneth e Lorna.

## Sistemas

### Tempestade tropical moderada 01
Em 11 de setembro, um distúrbio se formou nas águas abertas do Oceano Índico. No dia seguinte, o sistema se intensificou para uma depressão tropical formada a sudoeste de Diego Garcia. O sistema seguiu na direção oeste-sudoeste, organizando-se lentamente sobre águas ligeiramente quentes de 26-27 graus Celsius e vento de cisalhamento moderado. Em 16 de setembro, a depressão tropical começou a enfraquecer rapidamente depois de encontrar condições desfavoráveis. No dia seguinte, tanto o MFR quanto o JTWC emitiram seus avisos finais, e o sistema foi rebaixado para um nível extratropical mínimo. Os restos do sistema se dissiparam algumas horas depois ao norte de Madagascar. Na análise pós-tempestade, o sistema foi atualizado para uma tempestade tropical moderada, embora permanecesse sem nome.

### Ciclone tropical intenso Alcide
Em 6 de novembro, uma depressão tropical formou-se bem a leste-nordeste de Madagascar. O sistema continuou a seguir geralmente oeste-sudoeste em condições mais favoráveis pelas próximas horas, antes de se fortalecer em uma tempestade tropical moderada e foi nomeado Alcide mais tarde naquele dia. Em 7 de novembro às 06h00 UTC, Alcide se fortaleceu em um ciclone tropical, ou um ciclone tropical equivalente a Categoria 1 na escala de vento do furacão Saffir-Simpson (SSHWS) Em 8 de novembro às 06h00 UTC, Alcide fortaleceu-se em um ciclone tropical intenso, ou um ciclone tropical equivalente à Categoria 3 no SSHWS, com ventos sustentados de no máximo 10 minutos de 90 kn (170 km/h; 100 mph) e uma pressão central mínima de 965 hPa (mbar). Foi rebaixado para um ciclone tropical 6 horas depois, principalmente devido às temperaturas mais amenas do mar e condições geralmente menos favoráveis. Alcide continuou a enfraquecer ao iniciar um ciclo anticiclônico a leste da ponta norte de Madagascar, caindo para o status de tempestade tropical às 12h00 UTC em 9 de novembro. O sistema se deteriorou rapidamente depois disso, caindo para o estado de depressão tropical às 00h00 UTC de 11 de novembro; A Meteo-France interrompeu os avisos ao meio-dia daquele dia. O sistema continuou a leste como uma baixa remanescente até 13 de novembro, quando a convecção restante desapareceu, devido ao cisalhamento do vento.

### Tempestade tropical severa Bouchra
Um sistema fraco de baixa pressão desenvolvido no Oceano Índico equatorial na área de responsabilidade de Météo-France em 1 de novembro e moveu-se lentamente para o leste ao longo dos dias seguintes, mostrando poucos sinais de intensificação. No final de 9 de novembro, quando a depressão precursora em desenvolvimento da Tempestade Ciclônica Muito Severa Gaja na Baía de Bengala se afastou e a convergência do fluxo de ar de baixo nível concorrente associada a ela diminuiu, o que foi anteriormente associado com a explosão de vento oeste em ambos os lados de Oceano Índico. a estrutura do sistema está suficientemente organizada para ser classificado como um distúrbio tropical pela Météo-France. Pouco depois, o sistema cruzou o 90º meridiano leste e entrou na região australiana, onde foi classificado pelo TCWC Jakarta como uma depressão tropical em 10 de novembro, hora local. Mais tarde, no mesmo dia, o JTWC avaliou a baixa de desenvolvimento como tendo atingido o status de tempestade tropical na Escala de Furacão de Vento de Saffir-Simpson e atribuiu ao sistema a designação não oficial 04S. Poucas horas depois, às 10h00 UTC, o sistema voltou para o oeste e retornou à bacia do sudoeste do Oceano Índico, onde ganhou o nome de 'Bouchra' da Météo-France e passou por uma fase de doze horas de intensificação rápida para status de tempestade tropical severa.
Ao longo dos dias seguintes, Bouchra lutou contra as condições atmosféricas cada vez mais desfavoráveis, e passou por uma tendência de enfraquecimento gradual. Durante este tempo, o ciclone continuou a seguir em um lento ciclo ciclônico apenas a oeste da fronteira da região australiana com fracas influências gerais de direção, e frequentemente era quase estacionário. Depois de vagar aqui por alguns dias, o sistema voltou a entrar na região australiana no final de 12 de novembro. Nesse estágio, o sistema enfraqueceu significativamente de sua intensidade de pico e estava apenas na intensidade da depressão tropical. O período de residência na bacia australiana provou ser de curta duração, mais uma vez, com a Météo-France indicando que a Ex-Tempestade Tropical Bouchra havia retornado ao extremo leste de sua área de responsabilidade no início de 13 de novembro.  Nas primeiras horas de 14 de novembro, o Australian Bureau of Meteorology observou que o sistema havia cruzado de volta para a bacia da região australiana. No entanto, em 17 de novembro, Bouchra cruzou de volta para a bacia do Oceano Índico Sudoeste, quando a tempestade começou a tomar uma trajetória para sudoeste.

### Ciclone tropical intenso Kenanga
Em 14 de dezembro, uma baixa tropical formou-se a sudoeste de Sumatra, na bacia da região australiana.
Ele lentamente se fortaleceu e no dia seguinte, o sistema foi oficialmente nomeado Kenanga como ele seguiu mais ou menos para sudoeste. Continuando neste curso, Kenanga entrou na bacia do Sudoeste da Índia em 16 de dezembro. No dia seguinte, o sistema rapidamente se intensificou para um ciclone tropical intenso, e Kenanga manteve essa intensidade por mais um dia.
A tempestade atingiu o pico de intensidade em 17 de Dezembro, com ventos sustentados de 10 minutos de 115 milhas por hora (185 km/h), e uma pressão central mínima de 942 mbar (hPa). Na manhã do dia seguinte, o sistema encontrou cisalhamento de vento elevado e começou a enfraquecer, e Kenanga foi rebaixado para uma tempestade tropical moderada na noite daquele dia. O sistema foi finalmente desclassificado para uma baixa extratropical em 19 de dezembro.
No dia seguinte, Kenanga se intensificou para uma depressão tropical. Em 22 de dezembro, Kenanga perdeu sua convecção restante e dissipou-se. O sistema não afetou nenhuma área terrestre e não causou danos ou fatalidades.

### Ciclone tropical intenso Cilida
Em 16 de dezembro, a Meteo-France rastreou uma área de baixa pressão dentro de uma área de possível desenvolvimento de um ciclone tropical. Enquanto rastreava o sudoeste, ele então se intensificou para o status de tempestade tropical e depois o status de ciclone. Em 23 de dezembro, passou a leste de Maurício, trazendo chuvas benéficas e rajadas de vento que derrubaram galhos de árvores. Em seguida, virou para sudeste e enfraqueceu, mais tarde dissipando-se no extremo sul da bacia.

### Tempestade tropical moderada Desmond
Uma depressão tropical formou-se perto da costa leste de Moçambique em 17 de janeiro. Durante os próximos dias, a tempestade fez uma volta no sentido anti-horário em direção ao oeste, antes de virar para o norte. O sistema se intensificou para uma tempestade tropical moderada em 19 de janeiro e foi batizado de Desmond. O sistema se intensificou gradualmente à medida que se dirigia para o norte. A tempestade atingiu o pico de intensidade em 20 de janeiro, como uma tempestade tropical moderada com ventos sustentados de 10 minutos de 65 km/h (40 mph) e uma pressão central mínima de 995 mbar. No dia seguinte, Desmond atingiu a costa de Moçambique. Depois disso, a tempestade enfraqueceu rapidamente e foi rebaixada para um mínimo remanescente em 22 de janeiro. Mais tarde naquele dia, Desmond virou para o leste de volta à costa, enquanto continuava a enfraquecer. Poucas horas depois, Desmond perdeu toda a convecção restante e se dissipou. O sistema se dissipou em 22 de janeiro.

### Tempestade tropical moderada Eketsang
Um distúrbio se formou em Madagáscar em 21 de janeiro. No dia seguinte, a tempestade emergiu do Canal de Moçambique e se organizou em uma depressão tropical. Em 23 de janeiro, o sistema se fortaleceu em uma tempestade tropical moderada e foi denominado Eketsang. O sistema seguiu para sudoeste enquanto se fortalecia, atingindo seu pico de intensidade no final daquele dia, com ventos sustentados de 10 minutos de 75 km/h (47 mph) e uma pressão central mínima de 993 mbar. No mesmo dia, a tempestade virou para sudeste, de volta para Madagascar. Em 24 de janeiro, a tempestade envolveu a costa sul de Madagascar e se enfraqueceu em uma depressão subtropical. Depois, a tempestade começou a acelerar para sudeste, antes de se dissipar em 26 de janeiro. 27 mortes foram relatadas na tempestade e 1 pessoa desapareceu, principalmente devido a deslizamentos de terra.

### Ciclone tropical intenso Funani
Em 2 de fevereiro, um distúrbio se formou no Oceano Índico aberto. O sistema se opôs a condições favoráveis e começou a se intensificar rapidamente, atingindo o status de tempestade tropical moderada em 3 de fevereiro e se intensificou ainda mais em um intenso ciclone tropical no dia seguinte. A tempestade recurvou para o leste e começou a se mover para sudoeste. O sistema acelerou ao entrar em uma área de baixa temperatura da superfície do mar em 7 de fevereiro. No dia seguinte, foi rebaixado para tempestade tropical moderada dois dias depois. A tempestade mudou para um ciclone extratropical em 10 de fevereiro antes de se dissipar mais tarde naquele dia.

### Ciclone tropical intenso Gelena
Gelena foi a segunda tempestade a atingir a ilha de Rodrigues em uma semana, após o intenso ciclone tropical Funani. Gelena trouxe fortes ventos que destruíram 90% da rede elétrica da ilha. Os danos gerais na ilha foram de cerca de US$ 1 milhão.

### Ciclone tropical intenso Haleh
Em 28 de fevereiro, a depressão Tropical 10 formou-se no centro sul do Oceano Índico, ao sul das Maldivas. Em 2 de Março, o sistema fortaleceu-se para a tempestade tropical moderada Haleh, antes de se intensificar ainda mais para uma tempestade tropical severa mais tarde naquele dia. Em 3 de março, Haleh intensificou-se para um ciclone tropical. Encontrando-se em condições favoráveis, Haleh continuou a intensificar-se e atingiu o seu pico de intensidade em 4 de março, como um ciclone tropical intenso equivalente a categoria 4, com ventos sustentados de 1 minuto de 215 km/h (130 mph). Em 5 de Março, Haleh se enfraqueceu para um ciclone tropical de categoria 1. Haleh gradualmente se enfraqueceu ao longo dos próximos dias, eventualmente degenerando em uma baixa pós-tropical no final de 7 de Março.

### Ciclone tropical intenso Idai
A Depressão Tropical 11 formou-se na costa leste de Moçambique em 4 de março. Posteriormente, a depressão tropical deslocou-se para nordeste muito lentamente, atingindo Moçambique mais tarde naquele dia. Em 6 de março, a Depressão Tropical 11 recebeu um aviso de desenvolvimento de um ciclone tropical amarelo pelo Joint Typhoon Warning Center (JTWC). Em 7 de março, a tempestade mudou para oeste-sudoeste, enquanto continuava a manter a sua identidade tropical por terra. Em 8 de março, a Depressão Tropical 11 enfraqueceu e voltou para o leste. No início do dia 9 de março, a depressão tropical emergiu no Canal de Moçambique e começou a se organizar. No mesmo dia, o JTWC afirmou que o sistema tinha alta probabilidade de gênese para um ciclone tropical e, posteriormente, no mesmo dia, o sistema fortaleceu-se para uma tempestade tropical moderada e recebeu o nome de Idai. Em 10 de março, Idai começou a se intensificar rapidamente, transformando-se em um ciclone tropical perto de Madagascar, e o sistema fez mais uma curva para oeste, movendo-se para sudoeste. No dia seguinte, a tempestade intensificou-se no sétimo ciclone tropical intenso da temporada, e logo atingiu seu pico de intensidade como um ciclone tropical equivalente à categoria 4. Em 12 de março, Idai começou a enfraquecer, pois o sistema passou por um ciclo de substituição da parede do olho. Em 13 de março, Idai começou a acelerar para oeste. Às 00h00 UTC do dia 15 de março, o MFR informou que Idai havia feito landfall perto da Beira, Moçambique, com ventos sustentados de 10 minutos de 165 km/h (103 mph). Idai enfraqueceu rapidamente após o desembarque, degenerando em uma depressão tropical mais tarde naquele dia. Depois disso, Idai moveu-se lentamente para o interior enquanto despejava grandes quantidades de chuva, resultando em inundações repentinas. No final do dia 16 de março, Idai degenerou em uma baixa remanescente, mas os remanescentes da tempestade continuaram despejando chuva em toda a região. Em 17 de março, o remanescente de Idai virou para o leste mais uma vez, eventualmente reemergindo no Canal de Moçambique uma segunda vez em 19 de março. Em 21 de março, os restos de Idai se dissiparam.
Como uma depressão tropical, Idai afetou Malaui e Moçambique, durante o seu primeiro desembarque. Pelo menos 56 pessoas morreram e 577 ficaram feridas devido às enchentes no Malaui. Cerca de 83 000 pessoas foram deslocadas. Os distritos do sul de Chikwawa e Nsanje ficaram isolados pelas enchentes. Em Moçambique, 66 pessoas foram mortas pela enchente e afetaram 141 000 pessoas. O Conselho de Ministros exigiu 1,1 bilhões de meticais (US$ 17,6 milhões) para ajudar aqueles que foram afetados pelas enchentes. No total, Idai matou pelo menos 1 297 pessoas e deixou milhares desaparecidas, tornando-se um dos ciclones tropicais mais mortíferos da história moderna da África e do hemisfério sul como um todo. Com este número de mortos, Idai é o ciclone tropical mais mortal registrado na bacia do Sudoeste do Oceano Índico e o segundo ciclone tropical mais mortal no Hemisfério Sul, atrás apenas do Ciclone Flores em 1973. Além disso, os danos totais do ciclone devem exceder US$ 2 bilhões (USD 2019), o que tornaria Idai o ciclone mais caro já registado na bacia.

### Ciclone tropical Savannah
Em 18 de março, o ciclone tropical severo Savannah cruzou da bacia da região australiana para a bacia do sudoeste indiano, logo após atingir seu pico de intensidade. Savannah foi classificada como um ciclone tropical na escala do sudoeste do Oceano Índico depois de entrar na bacia. Savannah enfraqueceu logo após atingir seu pico de intensidade. Em 19 de março, Savannah fez a transição para um ciclone pós-tropical, com o sistema continuando para sudoeste. No dia seguinte, o resto de Savannah fez um loop para o leste, antes de virar para o oeste em 21 de março. O sistema enfraqueceu depois, com o remanescente de Savannah se dissipando em 23 de março.

### Ciclone tropical intenso Joaninha
Em 18 de março, a Depressão Tropical 13 formou-se a leste de Madagascar. Depois de alguns dias vagando para o oeste e depois para o sudeste, o sistema se intensificou para a tempestade tropical moderada Joaninha em 22 de março, virando para o sul ao fazê-lo. Em 23 de março, Joaninha se intensificou em uma forte tempestade tropical. No início do dia 24 de março, Joaninha se fortaleceu ainda mais em um ciclone tropical na escala MFR. No dia seguinte, Joaninha intensificou-se em intenso ciclone tropical. Depois de se mover em águas mais frias, Joaninha começou lentamente a enfraquecer, caindo para forte intensidade de tempestade tropical na escala MFR em 29 de março. Em 30 de março, Joaninha tornou-se pós-tropical, logo após se fundir com uma baixa de nível superior.
Joaninha faleceu em aproximadamente 80 km (50 mi) da ilha Maurícia de Rodrigues, produzindo rajadas de vento no lado norte da ilha em Port Mathurin até 161 km/h (100 mph), incluindo rajadas superiores a 100 km/h (62 mph) por 33 horas. Quase 200 milímetros (8 in) de chuva caiu em toda a ilha durante a passagem do sistema.

### Ciclone tropical intenso Kenneth
Em 21 de abril, a Météo-France (MFR) iniciou os informes sobre o Tropical Disturbance 14, que estava situado a nordeste de Madagascar. O sistema derivou para o oeste, organizando-se enquanto o fazia. No início de 23 de abril, o sistema se fortaleceu em uma depressão tropical. Mais tarde naquele dia, às 12h00 UTC, a depressão tropical se intensificou em uma tempestade tropical moderada como foi chamada de Kenneth, tornando-se a décima quarta tempestade tropical da temporada. No início de 24 de abril, Kenneth se tornou um ciclone tropical. Kenneth se organizou rapidamente enquanto se aproximava de Moçambique, alcançando a intensidade de ciclone tropical equivalente à Categoria 3 em várias horas. No mesmo dia, Kenneth foi projetado para atacar Moçambique dentro de um dia e trazer mais inundações e danos causados pelo vento à nação, cerca de um mês depois que o ciclone Idai devastou a região, levantando temores de que a crise humanitária em curso pudesse ser agravada pela tempestade. No dia seguinte, Kenneth atingiu seu pico de intensidade, tornando-se um ciclone tropical intenso equivalente à Categoria 4, quando a tempestade começou a se aproximar de Moçambique. No entanto, por volta dessa época, Kenneth iniciou um ciclo de substituição da parede do olho e gradualmente começou a enfraquecer, pouco antes do landfall. Mais tarde naquele dia, às 18h15 UTC, Kenneth atingiu a costa como um ciclone tropical intenso equivalente à Categoria 4 em Moçambique, com ventos sustentados de 220 por 1 minuto km/h (140 mph), ao norte de Pemba. Isso fez de Kenneth a tempestade mais intensa na história de Moçambique. A chegada de Kenneth também marcou a segunda vez na história registada de Moçambique em que duas tempestades atingiram a terra durante a mesma temporada com intensidade de ciclone tropical ou superior.
Kenneth sofreu um enfraquecimento extremamente rápido ao fazer landfall, apesar do ambiente atmosférico relativamente favorável e terreno plano do norte de Moçambique. Os ventos sustentados máximos de dez minutos do sistema diminuíram de 205 km/h (127 mph) para apenas 65 km/h (40 mph) em apenas dez horas após o landfall, enfraquecendo a tempestade para a intensidade de tempestade tropical. Em 26 de abril, Kenneth enfraqueceu para a intensidade da depressão tropical, enquanto continuava seu movimento para o sul. Em 27 de abril, Kenneth começou a flutuar para o norte, também desenvolvendo algumas tempestades na costa de Moçambique. Kenneth continuou a enfraquecer, dissipando-se por volta das 12h00 UTC de 29 de abril.
Kenneth matou pelo menos 52 pessoas; sete na ilha de Comores, e pelo menos 45 pessoas em Moçambique. Em Moçambique, Kenneth causou danos generalizados na cidade de Pemba, incluindo extensos cortes de energia e várias árvores derrubadas. Estima-se que Kenneth tenha causado pelo menos US$ 100 milhões em danos.

### Ciclone tropical Lorna
Em 21 de abril, a Depressão Tropical 15 formou-se ao sudeste das Maldivas. O sistema mudou para sudeste, antes de virar para sul-sudeste em 22 de abril, enquanto se fortalecia lentamente. No dia seguinte, o sistema se intensificou para a Tempestade Tropical Moderada de Lorna, tornando a temporada de 2018-1919 a temporada de ciclones mais ativa registrada no sudoeste do Oceano Índico na era dos satélites, superando o recorde anterior estabelecido na temporada de 1993-1994. Lorna retomou a direção sudeste em 24 de abril, enquanto continuava se organizando. Em 25 de abril, Lorna se intensificou em uma forte tempestade tropical. No mesmo dia, Lorna começou a interagir com uma baixa tropical menor a leste, na bacia da região australiana, antes de absorver o sistema mais fraco no início do dia seguinte. Em 26 de abril, o JTWC elevou Lorna ao status de Categoria 1, enquanto Lorna começou a virar em direção ao sul. Logo depois, Lorna encontrou cisalhamento do vento vertical relativamente forte e temperaturas do mar continuamente decrescentes à medida que continuou a seguir para o sul, fazendo com que sua tendência de intensificação gradual parasse, e o JTWC rebaixasse o sistema para uma tempestade tropical de ponta.
Em 28 de abril, de forma um tanto inesperada, e contradizendo as previsões do MFR e do JTWC, o sistema desenvolveu um olho claramente definido e sofreu uma intensificação constante. Consequentemente, o MFR atualizou o sistema para um ciclone tropical, e o JTWC atualizou Lorna para o status de Categoria 2 na escala de Saffir-Simpson. Por volta dessa época, Lorna desviou de seu movimento predominantemente para o sul e assumiu uma trilha para o sul-sudeste. Devido ao sistema estar localizado na extremidade leste da bacia do sudoeste do Oceano Índico durante os dois dias anteriores, este leve movimento de leste fez com que o ciclone ficasse centrado diretamente sobre o 90º meridiano a leste - o limite do Australian Bureau of Meteorology's área de responsabilidade. Lorna se fortaleceu até o pico de intensidade enquanto seguia para o sul ao longo da fronteira entre as duas regiões, atingindo ventos sustentados de dez minutos de 150 km/h (93 mph) até às 18h00 UTC de 28 de abril.
Em 29 de abril, a estrutura do ciclone degradou-se significativamente, principalmente devido ao forte cisalhamento vertical do vento e à intrusão de ar seco resultante. Como resultado, o sistema foi rebaixado pelo MFR a uma tempestade tropical severa. Cisalhamento do vento vertical muito forte, analisado a 40 nós (75 km/h; 45 mph) às 09h00 UTC de 29 de abril, fez com que Lorna se tornasse desprovida de convecção profunda mais tarde naquele dia. Tendo perdido as características tropicais, o sistema foi rebaixado pelo MFR às 12h00 UTC a uma poderosa depressão pós-tropical com força de tempestade. Os ventos fortes cessaram por volta das 12h00 UTC de 30 de abril e o ex-ciclone tropical Lorna saiu da bacia para a região australiana às 06h00 UTC de 1º de maio. Logo depois, Lorna tornou-se uma baixa extratropical, antes de se fundir com outro sistema de baixa pressão no centro-sul do Oceano Índico mais tarde naquele dia.

## Nomes de tempestade
No Oceano Índico Sudoeste, depressões tropicais e subtropicais que são avaliadas como tendo velocidades de vento sustentadas de 10 minutos de 65 km/h (40 mph) pelo Centro Meteorológico Especializado Regional na Ilha da Reunião, França (RSMC La Reunião) geralmente recebem um nome. No entanto, são os Centros Consultivos Sub-regionais de Ciclones Tropicais nas Maurícias e Madagáscar que nomeiam os sistemas. O Sub-Regional Tropical Cyclone Advisory Centre nas Maurícias indica uma tempestade caso se intensifique para uma tempestade tropical moderada entre 55 ° E e 90 ° E. Se, em vez disso, um ciclone se intensifica para uma tempestade tropical moderada entre 30 ° E e 55 ° E, o Centro Sub-Regional de Aconselhamento sobre Ciclones Tropicais em Madagascar atribui o nome apropriado à tempestade. A partir da temporada 2016–17, as listas de nomes no sudoeste do Oceano Índico serão alternadas a cada três anos. Os nomes de tempestade são usados apenas uma vez, então qualquer nome de tempestade usado este ano será removido da rotação e substituído por um novo nome para a temporada de 2021–22. Espera-se que os nomes não utilizados sejam reutilizados na lista para a temporada de 2021–22.
| - Alcide - Bouchra - Cilida - Desmond - Eketsang - Funani - Gelena - Haleh - Idai | - Joaninha - Kenneth - Lorna - Maipelo (sem usar) - Njazi (sem usar) - Oscar (sem usar) - Pamela (sem usar) - Quentin (sem usar) - Rajab (sem usar) | - Savana (sem usar) - Themba (sem usar) - Uyapo (sem usar) - Viviane (sem usar) - Walter (sem usar) - Xangy (sem usar) - Yemurai (sem usar) - Zanele (sem usar) |

Em 16 de dezembro, Kenanga entrou nesta bacia como uma tempestade tropical moderada da região da Austrália, mantendo o seu nome atribuído pelo TCWC Jakarta. Da mesma forma, Savannah entrou nesta bacia como um ciclone tropical intenso da região australiana em 17 de março, mantendo o seu nome atribuído pelo TCWC Perth. Além disso, a tempestade tropical moderada 01 que se formou em setembro não recebeu um nome porque não foi classificada como uma tempestade tropical moderada até que a pós-análise fosse concluída.
Após a temporada, os doze nomes utilizados foram automaticamente aposentado e foram substituídos com Ana, Batsirai, Cliff, Damako, Emnati, Fezile, Gomba, Halima, Issa, Jasmine, Karim e Letlama, respectivamente para a temporada 2021-22.

## Efeitos sazonais
Esta tabela lista todos os ciclones tropicais e subtropicais que foram monitorados durante a temporada de ciclones no sudoeste do Oceano Índico de 2018-2019. As informações sobre a sua intensidade, duração, nome, zonas afectadas provêm principalmente do RSMC La Réunion. Os relatos de morte e danos provêm de relatórios da imprensa ou da Agência Nacional de gestão de desastres relevante, enquanto os totais de danos são apresentados em 2018 ou 2019 USD.
| Nome                | Datas ativo               | Classificação maior          | Velocidade ventos sustentados | Pressão               | Áreas afetadas                                                | Prejuízos (USD)     | Mortos | Refs          |
| ------------------- | ------------------------- | ---------------------------- | ----------------------------- | --------------------- | ------------------------------------------------------------- | ------------------- | ------ | ------------- |
| 01                  | 13 de setembro – 17       | Tempestade tropical moderada | 75 km/h (45 mph)              | 1004 hPa (29,65 inHg) | Nenhum                                                        | Nenhum              | Nenhum |               |
| Alcide              | 5 de novembro – 12        | Ciclone tropical intenso     | 165 km/h (105 mph)            | 965 hPa (28,50 inHg)  | Agaléga, Madagáscar, Tanzania                                 | Nenhum              | Nenhum |               |
| Bouchra             | 9 de novembro – 19        | Tempestade tropical severa   | 95 km/h (60 mph)              | 990 hPa (29,23 inHg)  | Nenhum                                                        | Nenhum              | Nenhum |               |
| Kenanga             | 16 de dezembro – 22       | Ciclone tropical intenso     | 185 km/h (115 mph)            | 942 hPa (27,81 inHg)  | Nenhum                                                        | Nenhum              | Nenhum |               |
| Cilida              | 16 de dezembro – 24       | Ciclone tropical intenso     | 215 km/h (130 mph)            | 940 hPa (27,76 inHg)  | Mauritius                                                     | Minimal             | Nenhum |               |
| Desmond             | 17 de janeiro – 22        | Tempestade tropical moderada | 65 km/h (40 mph)              | 995 hPa (29,38 inHg)  | Moçambique, Madagascar                                        | Desconhecido        | Nenhum |               |
| Eketsang            | 22 de janeiro – 24        | Moderate tropical storm      | 75 km/h (45 mph)              | 993 hPa (29,32 inHg)  | Madagascar                                                    | Desconhecido        | 27     |               |
| Funani              | 3 de fevereiro – 10       | Ciclone tropical intenso     | 195 km/h (120 mph)            | 940 hPa (27,76 inHg)  | Rodrigues                                                     | Minimal             | Nenhum |               |
| Gelena              | 4 de fevereiro – 14       | Ciclone tropical intenso     | 205 km/h (125 mph)            | 942 hPa (27,82 inHg)  | Madagascar, Mauritius, Rodrigues                              | $1 000 000          | Nenhum |               |
| Haleh               | 28 de fevereiro – março 7 | Ciclone tropical intenso     | 175 km/h (110 mph)            | 945 hPa (27,91 inHg)  | Nenhum                                                        | Nenhum              | Nenhum |               |
| Idai                | 4 de março – 16           | Ciclone tropical intenso     | 195 km/h (120 mph)            | 940 hPa (27,76 inHg)  | Moçaambique, Malawi, Madagascar, Zimbabwe                     | ≥$2 200 000 000     | 1 303  | [ 68 ]        |
| Savannah            | 18 de março – 20          | Ciclone tropical             | 140 km/h (85 mph)             | 966 hPa (28,53 inHg)  | Nenhum                                                        | Nenhum              | Nenhum |               |
| Joaninha            | 18 de março – 30          | Ciclone tropical intenso     | 185 km/h (115 mph)            | 939 hPa (27,73 inHg)  | Rodrigues                                                     | Nenhum              | Nenhum |               |
| Kenneth             | 21 de abril – 29          | Ciclone tropical intenso     | 215 km/h (130 mph)            | 934 hPa (27,58 inHg)  | Seychelles, Madagascar, Comoros, Moçambique, Tanzania, Malawi | ≥$100 000 000       | 52     | [ 53 ] [ 57 ] |
| Lorna               | 21 de abril – maio 1      | Ciclone tropical             | 150 km/h (90 mph)             | 964 hPa (28,47 inHg)  | Nenhum                                                        | Nenhum              | Nenhum |               |
| Totais da temporada |                           |                              |                               |                       |                                                               |                     |        |               |
| 15 sistemas         |                           |                              | 215 km/h (130 mph)            | 934 hPa (27,58 inHg)  |                                                               | ≥$2,311 mil milhões |        |               |